# Ranuccio Farnesio (1509-1529)
Para otras personas del mismo nombre, véase Ranuccio Farnesio.
Ranuccio o Rinuccio Farnese (Roma, 1509 - ?, 1528 o 1529) fue un eclesiástico y militar italiano.

## Vida
Su padre fue el cardenal Alejandro Farnesio, que había recibido la púrpura en 1493 de manos de Alejandro VI pero no tomó las órdenes hasta 1519.  
Durante su etapa como vicelegado en la Marca de Ancona el cardenal mantuvo una relación estable, pero extramatrimonial, con Silvia Ruffini, con la que tuvo cuatro hijos: Costanza (1500-45), Pier Luigi (1503-47), Paolo (1504-12) y Ranuccio.
Pasó su infancia en Valentano, educándose bajo la tutela del humanista Baldassarre Molossi.  
Encaminado desde joven a la carrera eclesiástica, fue legitimado en 1518 por breve de León X, que le nombró protonotario apostólico con menos de diez años de edad.  El año siguiente su padre le cedió la administración apostólica de la diócesis de Corneto y Montefiascone, sirviéndose como intermediario del cardenal Lorenzo Pucci para evitar las disposiciones que prohibían la sucesión episcopal directa de padres a hijos.
Mantuvo la diócesis durante toda su vida, aunque inclinado al oficio de las armas se instaló como condottiero al frente de un cuerpo de cien caballos ligeros al servicio de la República de Venecia durante las guerras italianas.  
Se encontraba en Roma cuando en mayo de 1527 las tropas del Condestable de Borbón saquearon la ciudad, y formó parte del séquito del papa Clemente VII mientras las fuerzas imperiales asediaban el Castillo de Sant'Angelo.  
En el verano del año siguiente fue enviado con sus tropas al sur de Italia para socorrer al ejército del vizconde de Lautrec, que se encontraba sitiado en Nápoles.
Murió con cerca de veinte años de edad en algún momento y lugar imprecisos entre el final del asedio en agosto de 1528 y marzo de 1529.